# 穆罕默德·戴夫
穆罕默德·迪亞布·易卜拉欣·馬斯里（阿拉伯語：محمد دياب ابراهيم المصري，1965年8月12日—2024年7月13日），較廣為人知的是其化名穆罕默德·戴夫（阿拉伯語：محمد ضيف，後者意為「客人」），是巴勒斯坦地區哈瑪斯的卡桑旅前領導人。
他生於加沙地带汗尤尼斯难民营。1990年加入哈马斯。1995年起開始策划杀害以色列士兵和平民，他也因此成为以色列军方的“头号通缉犯”。他也因為從事暗杀行动而失去了一只眼睛，手臂也落下殘疾。2014年，他的妻子、7个月大的儿子和3岁的女儿在以色列的空袭中丧生。2015年9月8日，美国国务院將其列入恐怖分子名單中。
2024年5月20日，国际刑事法院检察官卡里姆·艾哈迈德汗申請逮捕戴夫。8月1日，以色列军方宣布戴夫已于以色列军队在7月13日的空袭中死亡。但在8月15日上午，哈马斯高级官员奥萨马·哈姆丹接受美联社采访时表示戴夫安然无恙。11月21日，国际刑事法院对戴夫签发了逮捕令，同时亦指出无法确认戴夫是否死亡。2025年1月，卡桑旅證實戴夫已身亡，隨後逮捕令於2月底取消。